# Yann Toma
 (juin 2023).
La mise en forme du texte ne suit pas les recommandations de Wikipédia : il faut le « wikifier ».
Les points d'amélioration suivants sont les cas les plus fréquents. Le détail des points à revoir est peut-être précisé sur la page de discussion.
- Les titres sont pré-formatés par le logiciel. Ils ne sont ni en capitales, ni en gras.
- Le texte ne doit pas être écrit en capitales (les noms de famille non plus), ni en gras, ni en italique, ni en « petit »…
- Le gras n'est utilisé que pour surligner le titre de l'article dans l'introduction, une seule fois.
- L'italique est rarement utilisé : mots en langue étrangère, titres d'œuvres, noms de bateaux, etc.
- Les citations ne sont pas en italique mais en corps de texte normal. Elles sont entourées par des guillemets français : « et ».
- Les listes à puces sont à éviter, des paragraphes rédigés étant largement préférés. Les tableaux sont à réserver à la présentation de données structurées (résultats, etc.).
- Les appels de note de bas de page (petits chiffres en exposant, introduits par l'outil «  Source ») sont à placer entre la fin de phrase et le point final[comme ça].
- Les liens internes (vers d'autres articles de Wikipédia) sont à choisir avec parcimonie. Créez des liens vers des articles approfondissant le sujet. Les termes génériques sans rapport avec le sujet sont à éviter, ainsi que les répétitions de liens vers un même terme.
- Les liens externes sont à placer uniquement dans une section « Liens externes », à la fin de l'article. Ces liens sont à choisir avec parcimonie suivant les règles définies. Si un lien sert de source à l'article, son insertion dans le texte est à faire par les notes de bas de page.
- La présentation des références doit suivre les conventions bibliographiques. Il est recommandé d'utiliser les modèles {{Ouvrage}}, {{Chapitre}}, {{Article}}, {{Lien web}} et/ou {{Bibliographie}}. Le mode d'édition visuel peut mettre en forme automatiquement les références.
- Insérer une infobox (cadre d'informations à droite) n'est pas obligatoire pour parachever la mise en page.

Pour une aide détaillée, merci de consulter Aide:Wikification.
Si vous pensez que ces points ont été résolus, vous pouvez retirer ce bandeau et améliorer la mise en forme d'un autre article.
Pour les articles homonymes, voir Toma.
Yann Toma est un artiste et chercheur français, dans le domaine de l'art contemporain.

## Biographie
Artiste contemporain français et artiste-chercheur, il est Professeur des universités en arts à l'Université Paris 1 Panthéon-Sorbonne. À partir de 1991 il réactive la compagnie d'électricité Ouest-Lumière, créée en 1901. Il dirige l'équipe de recherche CNRS Art & Flux qui est autant un observatoire de recherche (théorique et critique) qu’un laboratoire d’expérimentation et de production artistique (Institut ACTE - Arts, Créations, Théories, Esthétiques) et la Chaire Art et Économie. Il est l'auteur de l’ouvrage collectif Les entreprises critiques et de Artistes & Entreprises. Artiste-observateur au sein de l’Organisation des Nations unies (ONU) où il siège en tant qu’artiste-observateur ,.

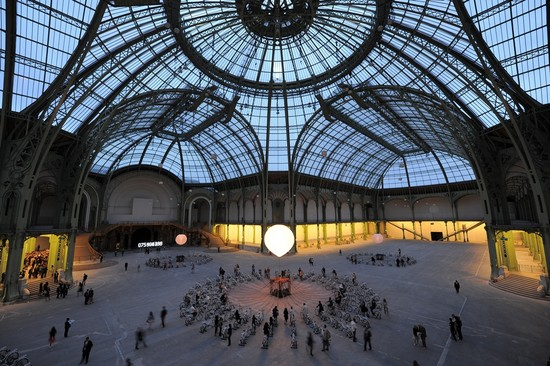
Dynamo Fukushima, Grand Palais, 2011

## Collections
Le travail artistique de Toma fait partie de nombreuses collections. Son œuvre est notamment intégrée à la collection du Centre Georges Pompidou et a été inscrite à l'inventaire de la Collection du  Fonds national d'art contemporain  en 2007. Il est représenté par la Bourouina Gallery Germany, à Berlin Une monographie, intitulée "Yann Toma" (textes, conversations, 700 photos et illustrations), est sortie en septembre 2011 qui présente l'étendue de son œuvre et le flux artistique du Président à vie de l'Ouest-Lumière - . Son exposition personnelle participative au Grand Palais Dynamo-Fukushima (en septembre 2011) a rassemblé plus de 17 000 visiteurs en deux jours. Le mémorial national français créé pour le centenaire de la Première Guerre mondiale est la dernière œuvre monumentale de l'artiste. La nuit, le monument appelé L'Anneau de la mémoire devient La Grande Veilleuse et la mémoire des 580 000 soldats continue de briller lorsque les visiteurs sont partis.

## Energie artistique
Yann Toma a développé le concept d'énergie artistique. Il s'est approprié un réseau symbolique, une infrastructure issue des usines dont il a fait son territoire de recherche et le sujet de son activité. "Ouest-Lumière" est avant tout un réseau immatériel que l'artiste a patiemment établi, un réseau de résistance souterrain reposant sur la notion de mémoire et de rapport. Son exposition personnelle mais collaborative Dynamo-Fukushima, présentée au Grand Palais pour les Journées du Patrimoine de septembre 2011, a attiré plus de 17 000 personnes en deux jours. Cette focalisation sur l'énergie collective et la solidarité, après la catastrophe nucléaire de Fukushima en l'occurrence, est le ton du sujet de prédilection de Toma.

## Positions de carrière
L'artiste est également enseignant-chercheur à l'Université Paris 1 Panthéon-Sorbonne où il dirige l'équipe de recherche CNRS " Art & Flux "[1] qui est autant une vigie, un observatoire de la recherche théorique et critique, qu'un laboratoire d'expérimentation et de production artistique[2] Art & Flux rend compte de manière critique de ce qui relie l'art, l'économie et la société. Il est l'auteur de l'ouvrage collectif Les entreprises critiques[3] et de Artistes & Entreprises.

## Galerie
En Allemagne, il est représenté par la Bourouina Galery, à Berlin en Allemagne.

## Expositions[7]

### Expositions individuelles
2019
- Transmission IV : Liberté pour les plantes et le nouveau pacte pour l'humanité, Saison France-Roumanie, Institut Français, Timișoara,  Roumanie
- Transmission III : Écouter les secrets du monde, Saison France-Roumanie, Institut Français, Iasi,  Roumanie
- Brain Plants, Saison France-Roumanie, Institut Français, Galerie Victoria, Iasi,  Roumanie
- Travail in situ, Saison France-Roumanie, Institut Français, Central de Interes, Iasi,  Roumanie
- Transmission II : Celui qui parle aux plantes, Journée internationale de la lumière, Saison France-Roumanie, Institut Français, Cluj,  Roumanie
- Transmission I : Mots d'amour et vœux pour le monde, Institut Français, Bucarest, Roumanie

2018
- Réactivation Ouest-Lumière, Espace Immanence, Paris, France

2017
- Assemblée générale des Nations Unies, performances, New York, États-Unis
- Flux radiants, photographies, Paris Photo, Banque Neuflize, Paris, France
- Tokyo Tour, série de performances, Tokyo, Japon
- Artiste en résidence à vie à l'ONU, série d'interventions, New York, États-Unis

2016
- Liberty Light, Tour Eiffel, Paris, New York Flux Radiants : l'énergie que nous avons en nous, photographie, Avenue Peugeot, Pékin, Chine
- Dessins sur Wikileaks, Variation Paris Media Artfair, pendant la FIAC, Paris, France
- Sculptures, Société de Service, Plateforme, Paris,France
- Flux Radiants, Art of Change 21 à la COP22, Le Riad Yima, Marrakech, Maroc
- Câbles Ouest-Lumière, dans Sociétés de Service, Plateforme, Paris, France
- Energetic Cover, photographie, Socialter, France
- YEW : Youth Energy Water, œuvre monumentale participative, La Manera de Marrakech, Maroc
- Human Greenergy, œuvre monumentale participative, Temple White Dagoba de Baitaisi, Beijing Design Week, Pékin, Chine
- Human Lux, installation, Musée de l'Homme, IHEST Ministère de la Recherche, Paris, France
- Ouest-Lumière Papers Show, dessins, Incognito Art Club, Paris,France
- Cérémonie de signature, dessins, Assemblée générale, Nations unies, New York, États-Unis
- Change Power, Portraits Logan Symposium, BCC, Berlin, Allemagne

2015
- Énergie Humaine, installation monumentale et participative, Tour Eiffel, Paris, ,France
- Déclarations Climatiques, portraits des Chefs d'État réalisés au siège de l'ONU, Espace Krajcberg, Paris, ,France

2014
- Observations sur le Secret, la Surveillance et la Censure, dessins, "Logan Symposium", The Barbican Centre, Londres
- Marche pour le Climat et Assemblée générale, engagement et enquête citoyenne, New York, États-Unis
- La Grande Veilleuse, œuvre monumentale mêlant lumière et architecture, en collaboration avec l'agence d'architecture AAPP. Mémorial national français de la Première Guerre mondiale, Notre-Dame-de-Lorette, Ablain-Saint-Nazaire,,France
- PLASMA, exposition personnelle autour de la série "Les Restitutions", Galerie Bourouina, Berlin

2013
- TRANSvision, travail lumineux et installation vidéo, invité principal de la Biennale de Montrouge, Le Beffroi, Montrouge, France
- TRANScorp. transmission lumineuse, œuvre interactive et permanente, La Briqueterie, Vitry-sur-Seine,France
- The Man in Gold, Galerie Alvin Alto, Helsinki, Finlande

2012
- L'Or Bleu (l'or bleu), en collaboration avec Francis Kurkdjian, Le Bazacle, Fondation EDF, Toulouse, France

2011
- Dynamo-Fukushima, Grand Palais, Paris, France
- There was chemistry, Walls and bridges, Ambassade de France aux États-Unis, New York, États-Unis
- Security Council, Œuvre monumentale, La Villette, Paris – CO² Storage/Sculptures de CO², Hôtel Lutetia, FIAC, Paris, France
- General Assembly, ONU, Nations unies, New York – Incursion à l'ONU, Bogota, Colombie
- Wikileaks : Les câbles litigieux Ouest-Lumière, Incognito Artclub, Paris, France
- Geysir Ouest-Lumière, Abbaye de Royaumont, France
- Transmission Karlsruhe, KAMUNA, Nuit des musées de Karlsruhe, Allemagne

2010
- Security Council, Nations unies, New York, États-Unis
- Geysir Ouest-Lumière, Abbaye de Royaumont, France

2009
- BANKROT, Galerie Bourouina, Berlin, 6e arrondissement, Allemagne
- Dynamo POST-BANKRUPT, Musée Zadkine, Paris, France
- BANKROT, Ambassade culturelle française, New York,États-Unis
- CROSSING WAYS, UNO, New York, États-Unis

2008
- Ouest-Lumière la collection (31-05,31-08), Musée EDF Electropolis, Mulhouse, France

2007
- Part de jouissance 2 (Part de plaisir 2), Centre d'art contemporain d'Epinal, Epinal, France

2006
- Good vibrations, Alliance française de New Delhi, Inde Part de jouissance (Part de plaisir), Galerie Patricia Dorfmann, Paris, France

2005
- Ouest-Lumière 1905–2005, CCC, Tours[10], France
- Flux radiants et Transmission Annecy (Radiant Flows and Transmission Annecy), Musée du château, Annecy, France
- Ouest-Lumière, Centre d'art La Passerelle, Brest, France

2004
- "Ouest-Lumière", The Brewers, Liège, Belgium
- Traitement de faveur (Special treatment), La Blanchisserie, Boulogne, France

2003
- Procédure de Rappel (Procedure of Reminder), Bibliothèque Nationale de France, Paris, France
- BF15 AIRPORT, BF15, Lyon, France
- Ouverture de l’ABRI, Paris, France

2002
- Contrôle qualité (Quality control), Galerie Patricia Dorfmann, Paris, France
- Ouest-Lumière – Laboratoire de recherche (Research laboratory), Galerie Patricia Dorfmann, Paris, France
- Début de transmission (At the beginning of transmission), Cité internationale universitaire de Paris, France

2001
- Crimes sur commande (Crimes to order), Espace huit novembre, Paris, France

2000
- Restes lumière, Galerie Valérie Cueto, Paris, France

1999
- Ostension de Rose HEIM, 'La hune' Bookshop, Paris, France
- Les nuits de Plovdiv, Affaires culturelles de la Ville de Paris (Cultural affairs of the City of Paris), AFAA, Paris(Association Française d’Action Artistique – French association of Artistic Action)

1998
- Plovdiski noshti, Alliance Française (French alliance) of Bulgaria and Gallery Gamma, Plovdiv, Bulgarie

1997
- L'Usine fantasmagorique, (The phantasmagorical Factory), Centers art and culture of the Farm of Buisson, Noisiel
- La vitrine de l'officine du docteur Bartok (The shop window of the pharmacy of doctor Bartok), Révillon d'Apreval Gallery, Paris,France
- Le cercle de la crypte (The circle of the crypt), Caves de l'AFAA, Ministry of Foreign and European Affairs (France), Paris, France
- Alchimie souterraine (Subterranean alchemy), Chez Eve Marie-Chauvin, Paris, France

1992, 1994
- Élaboration du Mémorial de l'Usine Ouest Lumière (Elaboration of the Memorial of the Factory Ouest Lumière), Espace EDF, Puteaux, France

### Expositions collectives
2019
- Morse transmission, Cluj Never Sleep Festival, Cluj, Romania
- "Tropical/exotic gardens, Workshop "Art, gardens, scenography, and sustainable development", Panthéon Sorbonne, Palermo, Italie

2018
- Ex Voto, Sourcil du Président à vie de Ouest-Lumière, in Rikiki 2, Galerie Satellite, Paris, France
- Ouest-Lumière, in 20 years of the EDF Foundation, Espace EDF Electra, Paris, France
- COLLECTION DAVID H. BROLLIET, GENEVA, Fondation Fernet-Branca [fr], Art Basel, Saint-Louis, France
- White Card, Festival MAD (Multiple Art Days), Editions Baudouin Jannink, Hôtel de la monnaie, Paris, France
- Holistic Schemas, UFO Festival, Nice, France
- Lacry-Mots, in Christmas Project, Immanence/New Immanence, Paris, France

2016
- Drawings about Wikileaks, Variation, Artfair, during FIAC,France
- Sculptures, Société de Service, Plateforme, Paris, France

2015
- Statements, portraits of States Chiefs drawn at the UN headquarters, Drawing Now Paris, Carreau du Temple, Paris, France
- Human Dynamo/ CO2 storage/ Les Restitutions, "Post-Carbone", headquarter of La Poste Group, Paris, France

2014
- Les Restitutions, art fair Show Off Variation, Espace des blancs manteaux, Paris,France
- Sculptures Wikileaks, "Absurde, vous avez dit absurde?", Les Filles du Calvaire Gallery, Paris, France
- Walls of Neemrana/ Dynamo-Fukushima, "Ensemble", Defacto La Gallery, Paris (curator : Paul Ardenne)
- Video installation Dynamo-Fukushima, "Velodream, Art & Bike", Wroclaw, Poland
- Ouest-Lumière, "Business Model, Entreprises d'Artiste", La Vitrine AM, Paris, France
- Sidération du Général André Bach, "Fusillés pour l'exemple – Les fantômes de la République", Hôtel de ville, Paris, France

2013
- Somaflux, "D-light, 3ème édition", Happen Space Accenture, Paris, France
- World Energizing, art fair Show Off, Espace Cardin, Paris,France
- "Æsthetic Transactions" with Carsten Höller, Tatiana Trouvé, ORLAN. Michel Journiac Gallery, Paris (curator : Richard Shusterman)
- CO2 Storage, Art Paris Art Fair, Bourouina Gallery. Grand Palais, Paris, France
- Flux Radiants, "Brincar com a Luz", Rio, Brésil
- Occupy Laguardia, "Figures du sommeil", Jean Collet Gallery, Vitry-sur-Seine, France
- Cabine à flux 1,2 et 3 en collaboration avec Mathieu Lehanneur, JWT/Maison Cailler/ Nestlé, at Broc, Genève then Zurich, Suisse

2011
- Art & Bicyclette (Art and Bicycle), Espace d’art concret (Space of concrete art), commissariat Paul Ardenne Fabienne Fulchéri, Mouans-Sartoux
- Genius Loci, Hôtel Fonfreyde, Centre photographique (Photographic center), commissariat Garance Chabert, Clermont Ferrand, France
- Art et argent (Art and money), liaisons dangereuses (dangerous connections), Musée de la Monnaie de Paris (Museum of the Currency of Paris), Paris, France
- Lumière Noire (Black light), Staatliche Kunsthalle Karlsruhe, kurator Dr. Alexander Eiling, Allemagne
- Rupture mon amour (Break my love), Maison des Arts de Malakoff, commissariat de Aude Cartier, France – Lumière Noire (Black light), Staatliche Kunsthalle Karlsruhe, Allemagne
- Monumental, Musée de Belfort
- Rupture mon amour, La Maison des Arts, Malakoff, France

2010
- Hypothèses Vérification, Laboratoire art & science (Hypotheses Check, Laboratory art and science), Moscow, Russie
- Ouest-Lumière CO2 Storage, Le pire n'est jamais certain (The worst is never certain), Chapelle des Templiers, Metz,France

2009
- The wealth of nations, Patricia Dorfmann Galery, Paris, France
- Flux, Paris Photo, Patricia Dorfmann Galery, Paris, France
- GENIPULATION, Centre Pasquart, Bienne, Switzerland
- Face to face, Musée de la photographie, Thessalonica, Greece
- Geysir, Musée National d'art contemporain (National museum of contemporary art), Thessalonica, Greece
- Weak signals / Wild cards, Tentoonstelling, Amsterdam, Netherlands
- Princess Frog, Jozsa Gallery, Brussels, Belgium
- Art Brussels International Art Fair, Bourouina Gallery, Belgium
- JOIN US, BVA & YT, the Armory Show, New York
- Wealth of nations, Patricia Dorfmann Galery, Paris, France

2008
- L'argent, Ouest-Lumière Stock Exchange (Money, Ouest-Lumière Stock Exchange', 18-06,17-08), Le plateau, Paris (curator : Elisabeth Lebovici)
- Biennale di Alessandria "Shapes of time" (29-05,31-08), Alessandria, Italy
- MONEY, (29-03,30-05), Sino Company, Düsseldorf, Germany (curator : Dr. Reinhard Spieler)
- Whats'up 2009 (14-06,2-08-08), Bourouina Gallery, Berlin
- Art Paris 2008, Patricia Dorfmann Galery, Grands Palais, Paris, France

2007
- Inondazione, Luce di Pietra, Palais Farnèse, Ambassade de France (Embassy of France), Rome, Italy

2006
- Walls of Neemrana, École des Beaux arts, Rouen, France
- Soucoupe volante (Spaceship), Les Peintres de la vie moderne (The Painters of the modern life), Georges Pompidou Center, Donation Collection photographique de la Caisse des Dépôts (Donation photographic Collection of the Deposit office )
- Face to Faces, AFAA, Stockholm, Sweden
- État du monde (State of the world), Espace III, Toulouse
- Face to Faces, AFAA, Edinburgh, Scotland
- Face to Faces, AFAA, Reykjavík, Iceland
- Dormir, rêver ... et autres nuits (Sleep, dream and the other nights), CAPC, Bordeaux
- Face à Faces, AFAA, Maison Rouge, Paris, France

2005
- FIAC, Service des Armes de destruction massive – Destruction de 7000 magazines Technikart (FIAC, Department of Weapons of mass destruction – Destruction of 7000 magazines Technikart), Ouest-Lumière
- Neuf Crimes sur commandes (Nine Crimes on orders), Patricia Dorfmann Galery, Paris, France
- Chromoscaphe 1, Laboratoires du Musée du Louvre, Paris (within the framework of "Lumière-Couleur")
- Lancement du Radion (Launch of Radion), Art A3, Paris, France
- Pit of the company Ouest-Lumière, Centre des Jeunes Dirigeants, Paris, France
- Crimes sur commande, Face à Faces, AFAA, Artcurial, Paris, France

2004
- Nu radiant (Radiant nude), FIAC, Patricia Dorfmann Galery, Paris, France
- Transmission Ivry, Exposition Polyptyque, Ivry sur Seine
- Nous assurons votre avenir énergétique, La rue aux artistes (We insure your energy future, The street to the artists), Viacom, 300 4/3 panels in all France
- Shelter Ouest-Lumière, Le Vent des forêts, forêt de Marcaulieu
- Affaire du museum Franz Gertsch (Affair of the museum Franz Gertsch), Kallmann Museum, Munich, Germany
- Chambre de contrôle (Chamber of control), Espace EDF Electra, Paris, France
- Douce France (Soft France), Culturgest, Lisbon, Portugal
- True Lies, Musée Franz Gertsch, Burgdorf, Switzerland

2003
- Showroom #3 : Imposture légitime (Showroom 3: imposture legitimizes), Patricia Dorfmann Gallery, Paris, France
- Ma petite entreprise (My small firm), Centre d’art de Meymac (Center of art of Meymac), Meymac
- Crime de Nathalie F (Crime of Nathalie F), FIAC, Patricia Dorfmann Gallery, Paris, France
- Vies à vies (Lives to lives), Parcours Saint-Germain, Paris, France

2002
- Sémaphore 1, Salon du patrimoine (Lounge of the holdings), Caroussel du Louvre, Paris, France
- Fête des lumières (Party of the lights), Transmission Pernon, Lyon, France
- Nuit blanche, Transmission Oberkampf, Paris – Flux radiants (Radiant Flows), La friche de la belle de mai (Astéride), Marseille, France
- Star 67, Ouest-Lumière production, Brooklyn, New York

2001
- Quand l'art contemporain s'expose au débat public (When the contemporary art exposes itself to the public debate), Traversées, ARC Musée d'Art Moderne de la Ville de Paris (Museum of Modern Art of the City of Paris), Paris,France
- Facteur de troubles (Factor of disorders), Paris West University Nanterre La Défense, Nanterre (within the framework of the line of research for the CERAP "praxis et altérités", praxis and otherness)
- Effervescence, Contrôle qualité (Excitement, Quality control), Georges-Philippe and Nathalie Vallois Excitement, Quality control, Paris
- Personal light, Organismus, Kunsthauss, Hambourg, Germany – Dix poumons (Ten lungs), In association with Goran Vejvoda, MNAM Centre Georges Pompidou, Paris, France
- Jardin d’émotions (Garden of feelings), Specimen Ouest-Lumière, Musée Vera, Saint-Germain-en-Laye, France
- Immersion périscopique (Periscopic dumping), BATTERY SHOP, MACHINE SHOP, ELECTRICAL SHOP, Centre d’art de Soissons
- Situation, Dix séances au rayon violet (Situation, Ten sessions in the purple beam), Institut d’astrophysique, Paris, France
- Rouge, extase n°2 et l’AFFAIRE du boulevard de Reuilly (Red, ecstasy n°2 and the AFFAIR of the boulevard of Reuilly), Valérie Cueto Gallery, Paris, France

2000
- aaa, archiving as art, Ouest-Lumière télémarketing, Isea, Paris,France
- Work shop, Images-flash, UFR 04, Paris,France
- Trafic de clones (Traffic of clones), Le cabinet M, Ivry
- L’art contemporain au risque du clonage (The contemporary art at the risk of the cloning), Le représentant, Vert le Petit
- Élémentaire, L’AFFAIRE de l’église St-Germain (Elementary, THE AFFAIR of the church St-Germain), Amiens,France
- L’incurable mémoire des corps, Le lieu de l’Incurable (Incurable memory of bodies, place of the Incurable), Ivry-sur-Seine, France
- Immanence, White houses, Infiltration, Paris – Argos project, Infiltration, Vevey, Switzerland
- Usine, ouvrier-ouvrière (Factory, male worker – female worker), Paris, France
- Lumière aux Cordeliers, Variation pour trente-six housses (Light to the Cordeliers, Variation for thirty six covers), Couvent des Cordeliers, Paris
- Sous l'asphalte (Under the asphalt Within the framework of the Parcours Saint Germain, Paris, France
- Promesses pour les années 2000 (Promises for 2000s), Ostension of the body of Stéphane Pianacci, CFDT, Paris, France
- Emplacement-déplacement IV, II ostension du corps de Marianne Ripp (Location – Travel IV, II ostension of Marianne Ripp's body), Anton Weller Gallery, Paris.
- Emplacement-Déplacement III, Ostension du corps de Nathalie F (Location – Travel IV, II ostension of Nathali F), Anton Weller Gallery, Paris, France

1999
- 9.0, Ostension du corps de Marianne Ripp (9.0, Ostension of Marianne Ripp's body), Web Bar, Paris, France
- Un lieu en travaux, Garage de soucoupes volantes (A place in works, Garage of spaceships), IUFM d’Étiolles, Étiolles – FIAC, Les Extases, Anton Weller Gallery, Paris, France
- Bateau Laboratoire, Paris vu du ciel (Boat Laboratory, Paris seen by the sky), Espace Bateau Lavoir, Paris,France
- Biennale des jeunes créateurs d’Europe et de la Méditerranée, Variation pour cinq housses (Biennial event of the young creators of Europe and the Mediterranean Sea, Variation for five covers), Rome, Italy
- Events, Crimes sur commande (Vents, Crimes to order), Yvon Lambert Gallery, Paris, France
- Work-shop, Variation pour quatre housses (Work-shop, Variation for four covers), Anton Weller Gallery, Paris,France
- Nécropolis, Ostension du corps de Laurent Claquin (Nécropolis, Ostension of Laurent Claquin's body), Georges-Philippe and Nathalie Vallois Gallery, Paris

1998
- Bruits secrets (Secret Rumours), Silicates de sodium (Silicates of sodium), CCC, Tours, France
- Ostension 1, EDF-ACT 91- City hall of La Norville, France

1997
- Réveillons-nous, Sous l’asphalte (Let us wake up, Under the asphalt), Anton Weller Gallery, Valentin, Météo, Paris,  France
- Renvoi d’ascenseur – Opération Sztreminski (Cross-reference of elevator – Operation Sztreminski), Musée cinématographique de Lódz, Poland
- Le complot (The plot), institut Cochin de génétique moléculaire (Cochin institute of molecular genetics), Paris,  France
- Empoussièrement du musée Napoléonien (Dustment of the Napoleonic museum), Ministry of Culture, Fontainebleau,  France

1996
- La réserve des blancs manteaux (The reserve of the white coats), L’atelier parisien, Paris,  France
- Chez l’un, Cabinet alchimique (To the one, Cabinet alchimique), Anton Weller Gallery, Paris – Biennale de Champigny, Mausolée de l’ouvrier inconnu (Mausoleum of the unknown worker), Champigny,  France
- Monument et modernité (Monument and modernity), Espace Electra, Paris, France
- Chez l’un, Camera obscura (To the one, Camera obscura), Anton Weller Gallery, Paris,  France

1995
- Chez l’un, Cercles d’ampoules (To the one, Encircle of bulbs), Anton Weller Gallery, Paris,  France

1994
- Regard, Carottages en terre de l’Usine Ouest Lumière (Glance, Core drillings in earth of the Factory Ouest Lumière), Unesco, Paris, France

## Prix et Bourses
- - 2014 : Médaille d'honneur de la Ville de Montrouge
  - 2004 : FIACRE DAP
  - 2002 : Prix de l’œuvre sociale de l’année, APC, ville de Lyon
  - 1997 : AFAA / Mairie de Paris
  - 1995 : Fondation EDF

## Principaux ouvrages
- - Yann Toma (dir.), MANDEL Antoine (dir.), Art&Mathématiques 1, collection Art&Mathématiques, Paris, éditions Jannink, 2018, 300p.
  - Yann Toma (dir.), Grottes, édition bilingue, collection ‘Sorbonne Artgallery’, Paris, publication de la Sorbonne, 2018, 48p.
  - Yann Toma (dir.), De l'un à l'autre, édition bilingue, collection ‘Sorbonne Artgallery’, Paris, publication de la Sorbonne, 2017, 48p.
  - Yann Toma (dir.), Jesus had a sister productions, édition bilingue, collection ‘Sorbonne Artgallery’, Paris, publication de la Sorbonne, 2017, 48p.
  - Yann Toma, SHUSTERMAN Richard (dir.), The adventures of the man in gold paths between art and life, Hermann, 2016, 128p.
  - Yann Toma (dir), Jean-Marc Bonnisseau, Antoine Mandel, François Guy Trébulle (codir), Penser le changement climatique, publications de la Sorbonne, Paris, 2015, 136p.
  - Yann Toma (dir.), Climate Statements, Éditions Jannink, 2015, 16p.
  - Yann Toma (dir.) / KURKDJAN Francis, L’OR BLEU, Beaux-Arts Éditions, 2012, 52p.
  - Yann Toma, Dynamo Fukushima, Édition Jannink, Paris, 2012, 68p.
  - Yann Toma, Monographie (en plusieurs langues), sous la direction, de Yann Toma, Préface Édouard Glissant, 10 auteurs, Éditions Jannink, Paris,  (ISBN 978-2-916067-28-5), 400 pages, 672 illustrations, 2011[8].
  - Les entreprises critiques/Critical companies, bilingue, Cité du design Éditions/CERAP Éditions, 500 p., Saint-Étienne,  (ISBN 978-2-912808-14-1), 2008[9]
  - Ouest-Lumière – La Collection, Éditions Jannink, 400 p., Paris,  (ISBN 978-2-916067-31-5), 2008[10]
  - Part de jouissance, Éditions Jannink, 64 p., Paris, 2007
  - Abri mode d'emploi, Michel Baverey Éditions, Paris, 2003
  - Plovdiski Noschti, AFAA, Victoires Éditions, 64 p., Paris, 1999
  - Crimes sur commande, Victoires Éditions, 24 p., Paris, 1998
  - L’Usine dans l’espace francilien, en collaboration avec Richard Conte et Martine Tabeaud, publications de la Sorbonne, 2001
  - La Cheminée phosphorescente, Sous la direction de Yann Toma, Victoires éd., 2000

## Autres liens externes
- "Tracks - Art Entreprise - Chefs-d'œuvre en boîte". Émission Tracks sur Ouest-Lumière : "L'entreprise et la vie d'artiste, deux concepts opposés ? Pas dans le monde parallèle des entreprises critiques, ces entités hybrides qui mêlent l'art aux costars-cravates", un reportage de Sophie Peyrard, diffusé le 7 octobre 2010. Site officiel de la chaîne ARTE.
- Émission "Les Passagers de la nuit", "L'inclassable Yann Toma", France Culture. Émission du 16 novembre 2009, "L'inclassable Yann Toma", présentée par Manuelle Calmat et Gilles Davidas.
- Œuvres, biographie et expositions, BOUROUINA GALLERY.